# آرکتیکا ۱۰۳۱
سیارک ۱۰۳۱ (به انگلیسی: 1031 Arctica، نامگذاری:1924RR) هزار و سی و یکمین سیارک کشف شده‌است که در ۶ ژوئن ۱۹۲۴ و در رصدخانه سایمیز کشف شد.
قدر مطلق سیارک برابر ۹٫۵۶ است.